# Велике князівство Руське (1658—1659)

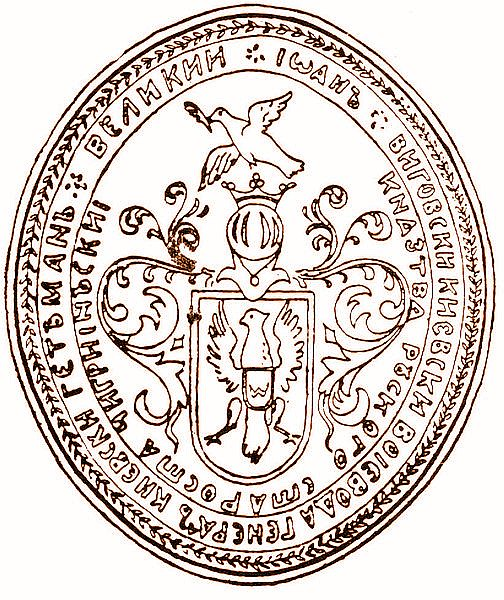
Печатка Великого Гетьмана Князівства Руського

Вели́ке князі́вство Ру́ське (ВКР) — назва козацької України (у складі Брацлавського, Київського і Чернігівського воєводств), під якою вона, відповідно до умов Гадяцького договору, укладеного на козацькій раді 16 вересня 1658 року, мала увійти, як суб'єкт федерації, до складу Республіки Трьох Народів. Велике князівство Руське було викреслено при ратифікації договору Сеймом.

## Основні засади
За Гадяцьким договором передбачалися обмеження її внутрішньополітичного суверенітету, позбавлення прав на зовнішню політику, відновлення наявної до Хмельниччини системи соціально-економічних відносин.
Автором концепції Великого князівства Руського, а також першим і останнім його канцлером був Юрій Немирич, який у квітні 1659 року виступив з відповідною промовою перед депутатами сейму Речі Посполитої у Варшаві.
Спроби уряду Івана Виговського весною 1659 року домогтися включення до складу князівства Волинського, Подільського і Руського воєводств, збільшення козацького реєстру до 60 тисяч осіб та ліквідації унії зазнали невдачі.
Після проголошення Гадяцької угоди розпочинається московсько-українська війна (1658—1659), яка завершилася перемогою козацьких військ під Конотопом.
Проте, після цього, розпочався рух козацтва (за активної підтримки Москви) проти союзу з Польщею, і восени 1659 новий гетьман Юрій Хмельницький фактично скасовує угоду.